# أفشار عليا
أفشار عليا هي قرية في مقاطعة كوثر، إيران. عدد سكان هذه القرية هو 28 في سنة 2006.